# 法比奥·科尔托蒂
法比奥·科尔托蒂（Fabio Coltorti，1980年12月3日—）瑞士足球運動員，擔任守門員。
科尔托蒂曾入選瑞士國家足球隊23人名單參加2006年世界盃。

## 外部連結
- 科尔托蒂資料 （页面存档备份，存于）